# 诸稽郢
诸稽郢（？—？），《史记》作柘稽，春秋后期越国大臣。
前494年（周敬王二十六年，越王勾践三年，吴王夫差二年），吴王夫差为报父亲阖闾槜李之战兵败的仇恨，率兵讨伐越国。夫椒之战，越王勾践大败，困于会稽山，大夫文种建议请和。勾践派诸稽郢到吴军大营求和，希望吴国保存下来越国的社稷。夫差想要征伐齐国，不听伍子胥的劝谏，同意了诸稽郢的提议，接受了越国的投降。
陳夢家、曹錦炎等學者從字音對應出發，認爲越大夫柘稽（或諸稽郢）與越王與夷（即鼫與、鹿郢、適郢、者旨於賜、者旨）是同一個人。